# Unicorn Overlord
Unicorn Overlord — тактическая ролевая игра, разработанная Vanillaware и изданная Atlus (Япония) и Sega (остальные страны) в 2024 году для приставок Nintendo Switch, PlayStation 4/5, а также Xbox Series X/S. Действие игры происходит на охваченном войной континенте Феврит. Сюжет посвящён принцу Алену, который собирает союзников, чтобы отбить своё королевство у Зенойрской Империи.
Концепция Unicorn Overlord была придумана Такафуми Номой в 2014 году. Получив добро от Джорджа Камитани, основателя Vanillaware, он взял на себя функции режиссёра, программиста и ведущего художника проекта. Целью было создать современную версию классических тактических игр 1990-х годов. Производство заняло примерно десять лет из-за параллельной занятости разработчиков в других проектах Vanillaware. Unicorn Overlord получила положительные отзывы, обозреватели хвалили интересный геймплей и визуальную составляющую игры, однако их мнения по поводу сюжета разделились.

## Игровой процесс
Unicorn Overlord представляет собой тактическую ролевую игру, в которой игрок берёт на себя роль Алена, принца в изгнании, возглавляющего Армию освобождения с целью отвоевать своё королевство. Во время исследования изометрического игрового мира игрок может заходить в города, чтобы использовать услуги кузнецов и торговцев, для оснащения своей армии, а также участвовать в сюжетных или побочных битвах. В областях, не контролируемых Аленом или его союзниками, по миру перемещаются враги. Все персонажи и локации отображаются в 2D-графике. Количество юнитов, которые могут использованы на поле боя зависит от «доблести», которую можно повышать выигрывая сражения. Игровой мир открыт для свободного исследования, что позволяет игроку проходить некоторые задания в произвольном порядке. В городах имеются побочные квесты с различными условиями выполнения, благодаря некоторым из них Ален может улучшить свои отношения со сторонними персонажами.
Бои делятся на два сегмента: перемещение войск по полям сражений и схваткой между двумя поравнявшимися отрядами. Сражения происходят в реальном времени, но игрок может сделать паузу, чтобы поменять стратегию. Отряды состоят из шести персонажей с определёнными классами. В начале игры количество отрядов ограничено двумя персонажами, но их количество можно увеличивать при помощи специального ресурса — очков «чести». Поля сражений имеют различные особенности, зависящие от их расположения, к примеру в городах есть различные укрытия. Расположение отрядов также влияет на их боевую эффективность. Некоторые классы персонажей предназначены исключительно для ближнего или дальнего боя, в то время как другие имеют более универсальные виды атак или гибридный набор навыков. Сражения проходят в автоматическом режиме в зависимости от характеристик персонажей и поведения игрока. Бой длится до тех пор, пока одна из сторон не потерпит поражение или у неё не закончатся очки действия. Игрок может выбрать один из трёх уровней сложности, впоследствии также становится доступна отдельная многопользовательская онлайн-арена.

## Разработка
Концепция Unicorn Overlord была придумана Такафуми Нома ещё в 2014 году, за десять лет до релиза игры. После окончания работы над Dragon’s Crown (2013) к Номе обратился основатель Vanillaware Джордж Камитани с просьбой создать новую видеоигру в фентезийном сеттинге. Нома возглавил проект, выступив в качестве руководителя, дизайнера персонажей и ведущего программиста. Главным дизайнером был назначен Ватару Наканиси, а продюсером — Акиясу Ямамото из фирмы Atlus. Производство продвигалось медленно из-за того, что Vanillaware параллельно работала над несколькими проектами, включая порты более ранних игр и 13 Sentinels: Aegis Rim. Номе пришлось лично присоединиться к команде 13 Sentinels, чтобы помочь с программированием. Перед выпуском Unicorn Overlord Камитани отметил, что производство игры истощило бюджет Vanillaware, и ему пришлось продолжать финансировать проект из собственных средств. По словам Номы, его команде удалось включить в конечный продукт почти все, что они задумывали, хотя, в итоге, он прошёл через такое количество крупномасштабных изменений, что каждое из них ощущалось как отдельно сделанная игра.
Концепция геймплея была придумана Номой совместно с Наканиси, некоторые идеи внёс Камитани. Как и в случае с Dragon’s Crown, которая базировалась на классических аркадных играх в стиле beat ’em up 1980-х, Нома хотел, чтобы Unicorn Overlord подражала классическим тактическим RPG 1990-х годов, не будучи сильно похожей ни на одну из них. Геймплей был разработан таким образом, чтобы дать игроку ощущение скорости, сосредоточив внимание на перспективе сверху, свободе передвижения и боях в реальном времени. Целью команды, наряду с возвращением к устоявшейся фэнтезийной тематике студии, было «возрождение» духа тактических RPG, при этом сделав проект доступными для новичков жанра. Автобой был призван сбалансировать глубину кастомизации персонажей с простотой использования отрядов, поскольку, в ином случае, командование отдельными группами юнитов отнимало бы большую часть времени, учитывая масштабы сражений. Система «доблести» была вдохновлена концепцией мета-навыков, используемой в 13 Sentinels. В свою очередь онлайн-режим были задуман как эволюция многопользовательских матчей из Dragon’s Crown.
Обсуждая сюжет, Нома заявил, что он сочинялся в процессе разработки, изначально были придуманы только базовый сеттинг и завязка основной фабулы. Дизайн мира был вдохновлён Европой XIV века с добавлением элементов японского фэнтези. В проекте фигурирует множество фэнтезийных рас. Первоначально предполагалось включить в игру как эльфов, так и гномов, но после изучения скандинавской мифологии, на которую во многом опирались разработчики, они решили сосредоточиться на светлых и тёмных эльфах. После того как к проекту присоединилась команда из 13 Sentinels (закончившая свою работу), в него также были добавлены ангелы. Два персонажа были написаны как дань уважения героям 13 Sentinels (Такатоси Хидзияма и Цукаса Окино), их диалоги написал лично Камитани.
Хотя Нома отвечал в Vanillaware за программирование, он также был заядлым иллюстратором и воспользовался возможностью, чтобы возглавить создание дизайна персонажей. Иллюстрации были готовы на ранней стадии разработки и помогли проекту получить одобрение Atlus. По словам Номы, в процессе работы некоторые из его приоритетов менялись: в финальной версии внимание было сосредоточено не на ключевых персонажах, а на простых солдатах. Как и в других проектах Vanillware, команда отдала предпочтение 2D-графике, а не доминирующему в индустрии 3D. Первоначально в игру не планировалось добавлять большое количество уникальных персонажей, однако по мере разработки их количество разрослось и Нома лично добавлял им выделяющие их элементы. Изображениями еды занимался художник-ветеран Такехиро Сигу.

## Выпуск
Первый тизер игры появился на демо-диске 13 Sentinels: Aegis Rim Prologue (выпущенном в коммерческую продажу). В январе 2023 года Камитани подтвердил, что игра близка к завершению, назвав её крупнейшим проектом Vanillaware на сегодняшний день. Официально анонс игры состоялся (вместе со специальными изданиями для Японии и Запада, которые включают артбук и диск с саундтреком) в сентябре того же года во время мероприятия Nintendo Direct. Издателями Unicorn Overlord выступили Atlus (Япония) и её материнская компания Sega (остальной мир). 23 февраля была опубликована бесплатная демоверсия игры, позволяющая игрокам перенести свои сохранения в её полную версию.
Игра была выпущена на консолях Nintendo Switch, PlayStation 4, PlayStation 5, а также Xbox Series X/S. Ямамото заявил, что, хотя Atlus рассматривала версию для Windows, в их соглашение с Vanillaware была прописана эксклюзивность для игровых приставок. Локализация Unicorn Overlord вызвала негативные комментарии со стороны игроков из-за отклонений от японского текста. Создатель Ogre Battle Ясуми Мацуно отметил, что изменения были бы оправданы при условии, что они были внесены с ведома и согласия разработчиков, сославшись на аналогичный опыт во время его работы над Final Fantasy Tactics. Патч первого дня добавил в игру новый уровень сложности и различные технические улучшения.

## Отзывы критиков
| Сводный рейтинг    | Сводный рейтинг                                  |
| Агрегатор          | Оценка                                           |
| ------------------ | ------------------------------------------------ |
| Metacritic         | - 87/100 (PS5) - 88/100 (Switch) - 84/100 (Xbox) |
| Иноязычные издания |                                                  |
| Издание            | Оценка                                           |
| Eurogamer          | 4/5                                              |
| Famitsu            | 36/40                                            |
| Game Informer      | 8,5/10                                           |
| GameSpot           | 8/10                                             |
| IGN                | 9/10                                             |
| Nintendo Life      | 9/10                                             |
| Push Square        | 9/10                                             |
| RPGFan             | 92/100                                           |
| VG247              | 4/5                                              |

За первую неделю Японии было продано 74 000 копий игры, из-за повышенного спроса у розничных продавцов закончились физические копии (для приставок Nintendo Switch и PlayStation). В Великобритании игра вошла в десятку самых продаваемых игр недели, причем большая часть продаж пришлась на приставку Nintendo Switch. Весной 2024 года тираж игры преодолел 500.000 копий, а в конце сентября поступили данные о 1 миллионе проданных экземпляров. Предыдущей игре студии, 13 Sentinels: Aegis Rim, потребовалось на это четыре года.
По данным сайта-агрегатора Metacritic, Unicorn Overlord получила «в основном положительные» отзывы. Мэтт Миллер из Game Informer назвал игру «сбалансированной и глубокой». Эрик Залевски из IGN похвалил визуальные эффекты и проработку мира и назвал её «абсолютно обязательным приобретением для любого поклонника стратегических ролевых игр».